# Gåxsjö socken
Gåxsjö socken i Jämtland är sedan 1974 en del av Strömsunds kommun och motsvarar från 2016 Gåxsjö distrikt.
Socknens areal är 326,60 kvadratkilometer, varav 305,50 land. År 2011 fanns här 256 invånare. Kyrkbyn Gåxsjö med sockenkyrkan Gåxsjö kyrka ligger i socknen. 

## Administrativ historik
Gåxsjö socken bildades 1893 genom utbrytning ur Hammerdals socken, och Gåxsjö församling  och Gåxsjö landskommun bildades. Landskommunen återgick 1952 till Hammerdals landskommun, som uppgick i Strömsunds kommun 1974.
Gåxsjö utbröts som jordebokssocken ur Hammerdal den 1 januari 1893 (enligt beslut den 22 januari 1892).
1 januari 2016 inrättades distriktet Gåxsjö, med samma omfattning som församlingen hade 1999/2000.
Socknen har tillhört fögderier, tingslag och domsagor enligt vad som beskrivs i artikeln Jämtland.

## Geografi
Gåxsjö socken ligger kring Ammeråns tillflöden Storån och Öjån och kring Gåxsjön. Socknen är ett flackt skogs- och myrlandskap med höjder som når 525 meter över havet.

### Geografisk avgränsning
Gåxsjö socken avgränsas i öster av Hammerdals socken. På en sträcka av cirka 6 km i söder gränsar socken mot Häggenås socken i Östersunds kommun. Gränsen mellan Gåxsjö och Häggenås går bland annat genom Stor-Raftsjön (412 m ö.h.), vilken ligger strax norr om Munkflohögen i Häggenås. Inlandsbanan korsar socknens sydspets helt kort på en sträcka av cirka 2 km (mellan Björnvallen (i Hammerdal) och Munkflohögen).
I väster avgränsas Gåxsjö socken av Föllinge socken i Krokoms kommun. Denna gräns korsar bland annat sjön Ottsjön (311 m ö.h.).
I nordväst (bortom Storån) avgränsas socknen av Laxsjö socken på en sträcka av cirka 10 km. I norr gränsar socknen mot Ströms socken. Socknens nordspets ligger på Henningsflon strax öster om byn Henningskälen i Ströms socken.

### Byar i socknen
Största ort är Gåxsjö kyrkby med Gåxsjö kyrka, som ligger vid Gåxsjöns sydöstra strand cirka 8 km nordväst om Sikås station (i Hammerdals socken) vid Inlandsbanan.
Övriga orter inom socknen är bland annat Yxskaftkälen i nordost, Kakuåsen i väster invid Gåxsjön, samt byarna Klumpen och  Raftsjöhöjden i socknens södra del.
| - Gåxsjö (inklusive Högnäs och Högsved) - Kakuåsen - Klumpen - Nyland - Lomåsen - Raftsjöhöjden - Yxskaftkälen |

## Namnet
Namnet (1410 Goksio) kommer från kyrkbyn och den sjö denna ligger vid, Gåxsjön. Förleden i sjönamnet är gök, möjligen använt som mansbinamn.

## Historia
Gåxsjö socken har några kända boplatser från stenåldern. På en udde i Gåxsjön ligger dessutom ett litet gravfält. I övrigt har socknen ont om fornlämningar. Dock finns cirka 60 fångstgropar samt en ödegård från medeltiden.  Den nuvarande bygden är från sen medeltid, och Gåxsjö omnämns första gången i skrift år 1410. Några andra by- och gårdsnamn nämns inte förrän i mitten av 1700-talet. Nybyggena Yxskaftkälen och Raftsjöhöjden grundades vid denna tid. Sedan 1940-talet har Gåxsjö, liksom Strömsunds kommun i stort, drabbats av stark utflyttning så att det idag (2011) bor under en fjärdedel av 1938 års befolkningsantal.
Gåxsjö kyrka uppfördes 1884-86 av byggmästaren J. Pettersson, Östersund, efter ritningar av arkitekt Fredrik R. Ekberg. Någon kyrkobyggnad hade tidigare inte funnits i Gåxsjö, då området kyrkligt hörde till Hammerdal.
År 1928 hade Gåxsjö socken 1 137 invånare på en yta av 326 km². Samma år fanns 848 hektar åker och 29426 hektar skogs- och hagmark. År 1938 hade Gåxsjö socken 1 152 invånare, vilket är socknens högsta befolkningsantal.

## Befolkningsutveckling
| Befolkningsutvecklingen i Gåxsjö socken 1900–2010                                                        | Befolkningsutvecklingen i Gåxsjö socken 1900–2010 | Befolkningsutvecklingen i Gåxsjö socken 1900–2010 | Befolkningsutvecklingen i Gåxsjö socken 1900–2010 | Befolkningsutvecklingen i Gåxsjö socken 1900–2010 |
| --- | ------------------------------------------------- | ------------------------------------------------- | ------------------------------------------------- | ------------------------------------------------- |
| |                                                   |                                                   |                                                   |                                                   |
| År |                                                   |                                                   | Folkmängd                                         |                                                   |
| 1900 | 1900                                              |                                                   | 794                                               |                                                   |
| 1910 | 1910                                              |                                                   | 817                                               |                                                   |
| 1920 | 1920                                              |                                                   | 1 039                                             |                                                   |
| 1930 | 1930                                              |                                                   | 1 114                                             |                                                   |
| 1940 | 1940                                              |                                                   | 1 108                                             |                                                   |
| 1950 | 1950                                              |                                                   | 943                                               |                                                   |
| 1960 | 1960                                              |                                                   | 712                                               |                                                   |
| 1970 | 1970                                              |                                                   | 481                                               |                                                   |
| 1980 | 1980                                              |                                                   | 392                                               |                                                   |
| 1990 | 1990                                              |                                                   | 351                                               |                                                   |
| 2000 | 2000                                              |                                                   | 304                                               |                                                   |
| 2010 | 2010                                              |                                                   | 267                                               |                                                   |
| Anm: Källor: Umeå universitet - Tabellverket 1749-1859, Demografiska databasen, CEDAR, Umeå universitet. |                                                   |                                                   |                                                   |                                                   |